# Willemijn Bos
Willemijn Bos (ur. 2 maja 1988) – holenderska hokeistka na trawie. Srebrna medalistka olimpijska z Rio de Janeiro.
W reprezentacji Holandii debiutowała w 2011. Zawody w 2016 były jej pierwszymi igrzyskami olimpijskimi (z igrzysk w 2012 wykluczyła ją kontuzja), Holandia po rzutach karnych przegrała w finale z Wielką Brytanią. Z kadrą brała udział m.in. w mistrzostwach świata w 2014 (złoto) oraz turniejach Champions Trophy i w mistrzostwach Europy (złoto w 2011, srebro w 2015, brąz w 2013). Łącznie w kadrze rozegrała 106 spotkań i zdobyła 2 gole.